# Vicia rerayensis
Vicia rerayensis là một loài thực vật có hoa trong họ Đậu. Loài này được (BALL) Murb. miêu tả khoa học đầu tiên năm 1922.